# Palm Springs (Film)
Palm Springs ist eine romantische Filmkomödie von Max Barbakow, die im Januar 2020 beim Sundance Film Festival ihre Premiere feierte. Ganz ähnlich wie der Film Und täglich grüßt das Murmeltier führt die Thematik der Zeitschleife, in der die Protagonisten gefangen sind, zu absurd komischen und tragischen Momenten.

## Handlung
Nyles erwacht am 9. November in Palm Springs an der Seite seiner Freundin Misty – es ist der Hochzeitstag von Tala und Abe. Statt die Feier mit Misty gemeinsam zu begehen, verbringt er den Abend mit Sarah, der Schwester und Trauzeugin von Tala. Gemeinsam entdecken sie, dass Misty ihn betrügt und fahren hinaus in die Wüste. Dort wird Nyles von einem Pfeil im Rücken getroffen und flieht vor dem Schützen, den er offensichtlich als Roy kennt. Trotz Nyles’ Warnung, sich fernzuhalten, folgt Sarah den beiden in eine Höhle und wird, ebenso wie Nyles kurz zuvor, in einen undefinierten Strudel gezogen.
Nach dem Erwachen stellt Sarah fest, dass es erneut der Morgen der Hochzeit ist und erfährt von Nyles, dass dieser schon seit Ewigkeiten in einer Zeitschleife gefangen ist und sie durch den Strudel nunmehr auch den Hochzeitstag wieder und wieder erleben wird. Sarah will das zunächst nicht akzeptieren und bemüht sich, der Schleife zu entkommen. Doch weder Selbstmord noch die Flucht in ihre Heimatstadt Austin und auch nicht eine große selbstlose Tat zur Wiederherstellung ihres Karma können etwas am Zeitlauf ändern. Nachdem sie die Situation akzeptiert hat, verbringen Nyles und Sarah stets den Tag miteinander und lernen sich besser kennen. Dabei erfährt Sarah auch den Hintergrund von Roys aggressiven Überfällen, die hin und wieder stattfinden. Denn während einer der Wiederholungen hat Roy, der ebenfalls Gast der Hochzeitsfeier ist, von Nyles die Höhle gezeigt bekommen und im Vollrausch den Zeitstrudel betreten. Dafür, dass er daraufhin ebenfalls in der Zeitschleife festsitzt, nimmt er gelegentlich Rache an Nyles.
Nachdem Nyles und Sarah den Tag etliche Male und in vielen Variationen erlebt haben, verlieben sie sich ineinander und beenden schließlich einen Abend mit gemeinsamem Sex. Am nächsten Morgen wacht Sarah erneut am 9. November auf, doch bleibt sie diesmal etwas länger liegen und wird von Abe, der plötzlich vor ihr steht, gebeten, sein Zimmer zu verlassen. In diesem Moment wird ihr schuldbewusst wieder klar, dass sie die Nacht zuvor mit dem Bräutigam ihrer Schwester verbracht hat und daher keinesfalls diese Situation und diesen Tag bis in alle Ewigkeit erneut erleben möchte. Während einer eskalierenden Situation mit der Polizei erfährt sie von Nyles, dass sie in seiner Zeitschleife bereits mehrmals Sex hatten, was er ihr verschwiegen hat.
Die folgenden Schleifen verbringt sie ohne Nyles und in dem Bemühen, mehr über Quantenphysik, Raumzeit und die Relativitätstheorie zu lernen und einen Ausweg aus der Zeitschleife zu finden. Ihre schließlich entwickelte Theorie testet sie an einer Ziege, die sie mit aufgesetztem Dynamit in die Höhle schickt und während der größten Ausdehnung des Zeitstrudels in die Luft sprengt. Weil die Ziege in den nächsten Schleifen nicht wieder am ursprünglichen Ort angebunden ist, will sie mit Nyles gemeinsam auf diese Art die Zeitschleife verlassen. Obwohl Nyles schon so lange festsitzt, dass er sich an sein früheres Leben nicht mehr erinnern kann und eigentlich lieber in der Zeitschleife bleiben würde, erkennt er doch, dass eine gemeinsame Zukunft oder ein gemeinsamer Tod erstrebenswerter sind, als alleine zurückzubleiben. Gemeinsam betreten sie die Höhle und zünden den mitgebrachten Sprengstoff. In der nächsten Szene ist zu sehen, dass beide entspannt im Pool auf den gelben Luftmatratzen liegen. Nyles sagt Sarah, dass er einen Hund mit Zottelfell namens Fred hat. Sarah fragt leicht erschüttert, warum er ihr das nie gesagt hat und Nyles meint, dass es sich nie ergeben hätte. Plötzlich hört man jemand fragen, was die beiden in ihrem Pool machen. Die Nachbarsfamilie, denen der Pool gehört, steht am Beckenrand. Nyles schaut Sarah an und sagt lächelnd, dass die Familie wohl am 10. November zurückkommt. In der Zeitschleife erwähnte er nämlich, er wisse nicht, wann die Familie zurückkommen würde, es wäre jedenfalls nicht heute.
Während des Abspanns wird gezeigt, dass Roy eine Nachricht von Sarah erhalten hat, wie man die Zeitschleife verlassen kann. Er besucht die Hochzeit und will Nyles danach fragen. Doch dieser erkennt ihn nicht, woran Roy merkt, dass die Theorie zum gewünschten Ergebnis führt.

## Produktion
Für Max Barbakow handelt es sich bei Palm Springs um das Spielfilmdebüt als Regisseur. Zuvor für Kurzfilme tätig, wurde besonders sein Film The Duke: Based on the Memoir 'I'm The Duke' by J.P. Duke  aus dem Jahr 2016 von Kritikern gelobt. Das Drehbuch stammt von Andy Siara. Dieses folgt dem Prinzip einer scheinbar nicht enden wollenden Zeitschleife, in der die Protagonisten festsitzen, und das vor allem durch Und täglich grüßt das Murmeltier von Harold Ramis aus dem Jahr 1993 bekannt wurde.

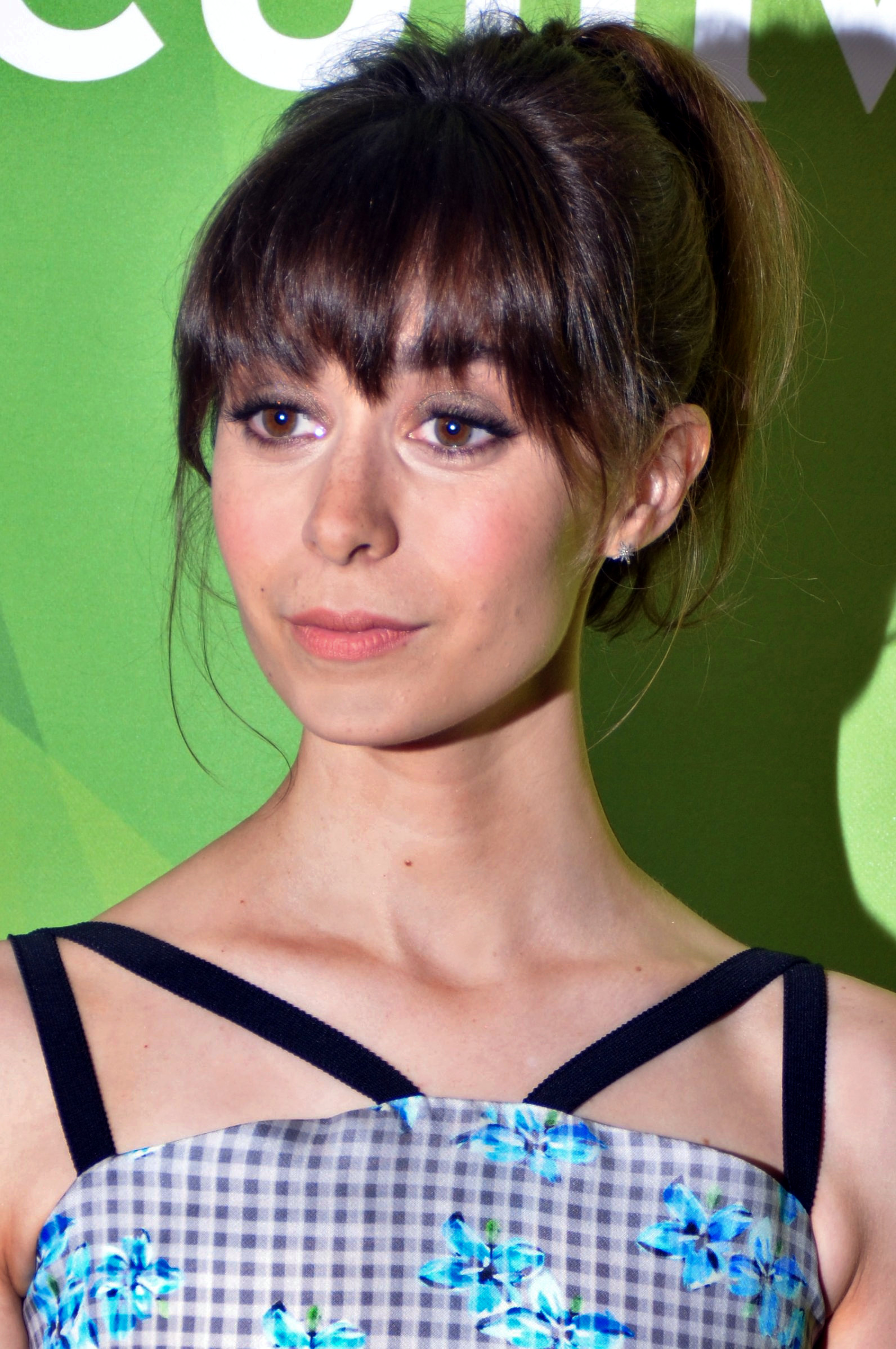
Cristin Milioti spielte Sarah

Andy Samberg übernahm die Rolle von Nyles, Cristin Milioti spielte Sarah. Ihre jüngere Schwester Tala, die Braut, wurde von Camila Mendes gespielt.
Die Dreharbeiten fanden nicht in Palm Springs, sondern an 21 Drehtagen ab April 2019 in Santa Clarita, Palmdale und anderen Orten in Südkalifornien statt. Als Kamerafrau fungierte Quyen Tran.
Die Filmmusik komponierte Cornbread Compton. Zum Filmstart wurden drei Musikstücke des Films als Download im Extended Play veröffentlicht.

## Veröffentlichung
Die erste Vorstellung des Films erfolgte am 26. Januar 2020 beim Sundance Film Festival. Am 9. September 2020 eröffnete er das Fantasy Filmfest. Im Oktober 2020 wurde er beim Festa del Cinema di Roma gezeigt.
Seit dem 10. Juli 2020 war der Film in den USA in ausgewählten Kinos im Drive-In-Format zu sehen; zeitgleich wurde er in das Angebot des nur in den USA verfügbaren Streaming-Anbieters Hulu aufgenommen. Die weltweiten Streaming-Rechte sicherte sich Amazon; seit Ende 2020 wurde er nach und nach in das Inklusiv-Angebot von Amazon Prime in Ländern wie Kanada, Australien, Großbritannien, Frankreich und Deutschland aufgenommen.
Am 9. Juli 2021 wurde der Film in Deutschland von Leonine Distribution parallel auf DVD und Blu-ray veröffentlicht.

## Deutsche Synchronfassung
Die deutsche Synchronbearbeitung entstand bei Neue Tonfilm München. Eva Schaaf schrieb das Dialogbuch und führte Dialogregie.
| Darsteller          | Deutscher Sprecher  | Rolle            |
| ------------------- | ------------------- | ---------------- |
| Andy Samberg        | Marius Clarén       | Nyles            |
| Cristin Milioti     | Sophie Rogall       | Sarah Wilder     |
| J. K. Simmons       | Martin Umbach       | Roy Schlieffen   |
| Meredith Hagner     | Farina Brock        | Misty            |
| Peter Gallagher     | Erich Räuker        | Howard Wilder    |
| Jacqueline Obradors | Christine Stichler  | Pia Wilder       |
| Camila Mendes       | Leslie-Vanessa Lill | Tala Anne Wilder |
| Tyler Hoechlin      | Karim El Kammouchi  | Abe Schlieffen   |
| Chris Pang          | Daniel Schlauch     | Trevor           |
| June Squibb         | Marion Hartmann     | Nana Schlieffen  |

## Rezeption

### Kritiken
Der Film konnte bislang 95 Prozent aller Kritiker bei Rotten Tomatoes überzeugen und erhielt hierbei eine durchschnittliche Bewertung von 8 der möglichen 10 Punkte, womit er aus den 21. Annual Golden Tomato Awards als Zweitplatzierter in der Kategorie Romance Movies der Filme des Jahres 2020 hervorging.
David Ehrlich von IndieWire schreibt, zunächst sei Andy Siaras Drehbuch, das voller respektlosem Humor ist, entzückend. Es reize all die Dinge aus, die Nyles in einer Welt tun kann, in der er nicht stirbt, um sich zu amüsieren. Der Eintritt von Sarah in diese Zeitschleife ändere jedoch alles, wenn sie als eine neue Variable eingeführt werde. Zugleich sei Palm Springs aber auch berührend und scharfsinnig.
Die Filmkritikerin Antje Wessels findet, obwohl eigentlich alles so sei, wie man es aus Filmen mit Zeitschleifenthematik kenne, setze Siara so gezielt eigene Akzente, dass sein Film zu den besten des Genres gehöre: „Zwar arrangiert sich insbesondere Sarah im Laufe des Films genauso mit der Situation wie Nyles schon seit Ewigkeiten, doch wie beide immer wieder versuchen, neue Ideen für ein Entkommen aus der Zeitschleife umzusetzen, nie völlig zu resignieren und der ganzen Situation mit Logik (!) zu begegnen, verankert selbst ein so skurriles Szenario wie eine Zeitschleife glaubwürdig in der Realität.“ Auch wenn beide noch einen wahrlich trockenen Humor an den Tag legten, lasse dies einen als Zuschauer Tränen lachen: „Palm Springs ist einer der lustigsten Filme der vergangenen Jahre.“
Kathrin Hollmer (ZEIT Online) meint: „Es ist ein wilder Mix aus Romcom und Fantasy (inklusive Dinosauriern), Exzess und liebevollen Details, den der Regisseur Max Barbakow hier inszeniert. […] Es macht großen Spaß, Nyles und Sarah dabei zuzusehen, wie sie in der Kneipe randalieren und ein Flugzeug klauen und damit starten, obwohl sie keine Ahnung vom Fliegen haben, wie sie sich gegenseitig peinliche Tattoos stechen und die Hochzeitsfeier auf urkomische Arten crashen. Palm Springs ist eine der schönsten Liebesgeschichten der vergangenen Jahre und der perfekte Film für diesen Sommer. Man möchte ewig weiterbaden in den tanzenden Mengen.“

### Auszeichnungen (Auswahl)
Art Directors Guild Awards 2021
- Nominierung in der Kategorie Contemporary Film (Jason Kisvarday)[16]

Critics’ Choice Movie Awards 2021
- Auszeichnung als Beste Komödie[17]

Critics’ Choice Super Awards 2021
- Auszeichnung als Bester Science-Fiction-/Fantasyfilm
- Auszeichnung als Bester Schauspieler in einem Science-Fiction-/Fantasyfilm (Andy Samberg)
- Auszeichnung als Beste Schauspielerin in einem Science-Fiction-/Fantasyfilm (Cristin Milioti)
- Nominierung als Bester Schauspieler in einem Science-Fiction-/Fantasyfilm (J. K. Simmons)
- Nominierung als Bester Filmbösewicht (J. K. Simmons)[18][19]

Eddie Awards 2021
- Auszeichnung für den Besten Schnitt in einer Filmkomödie (Matthew Friedman & Andrew Dickler)[20]

Golden Globe Awards 2021
- Nominierung als Bester Film – Komödie oder Musical
- Nominierung als Bester Hauptdarsteller – Komödie oder Musical (Andy Samberg)[21]

Hollywood Music in Media Awards 2021
- Nominierung für die Beste Filmmusik – Science-Fiction-Film[22]

Independent Spirit Awards 2021
- Auszeichnung für das Beste Erstlingsdrehbuch (Andy Siara)[23]

Satellite Awards 2020
- Nominierung als Bester Film – Komödie
- Nominierung als Bester Hauptdarsteller – Komödie (Andy Samberg)
- Nominierung für das Beste Originaldrehbuch (Andy Siara)

Saturn Awards 2021
- Nominierung als Bester Independentfilm

Set Decorators of America Awards 2021
- Nominierung für das Beste Szenenbild in einem Science-Fiction- oder Fantasyfilm (Kelsi Ephraim & Jason Kisvarday)[24]

Sundance Film Festival 2020
- Nominierung im U.S. Dramatic Competition

Writers Guild of America Awards 2021
- Nominierung für das Beste Originaldrehbuch (Andy Siara)[25]